# Tal Wilkenfeld
Pour les articles homonymes, voir Tal.
 (janvier 2019).
Si vous disposez d'ouvrages ou d'articles de référence ou si vous connaissez des sites web de qualité traitant du thème abordé ici, merci de compléter l'article en donnant les références utiles à sa vérifiabilité et en les liant à la section « Notes et références ».
 (juillet 2016).
Tal Wilkenfeld, née le 2 décembre 1986 à Sydney, est une bassiste et chanteuse australienne qui a gagné une réputation mondiale, notamment en accompagnant Jeff Beck et Vinnie Colaiuta en tournée. Bassiste virtuose, Tal Wilkenfeld a remporté en 2008 le prix du nouveau bassiste le plus excitant de l'année du magazine Bass Player. Elle a impressionné les critiques et le public par sa grande maturité, malgré son jeune âge. Devenue professionnelle à 17 ans, seulement trois ans après avoir commencé la basse, elle a également monté son propre trio avec les instrumentistes Wayne Krantz, Keith Carlock et Jeff « Tain » Watts.

## Biographie

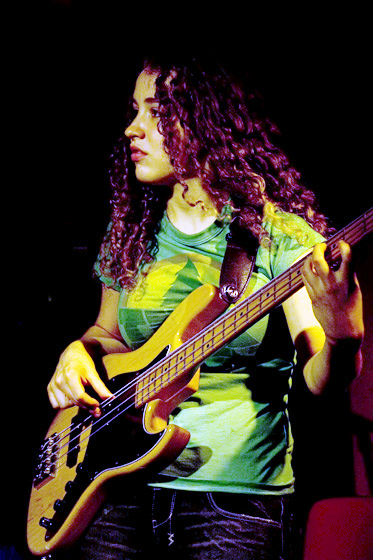
Tal Wilkenfeld en 2008.

Tal commence la guitare à 14 ans, avant de délaisser les études à 16 ans pour partir aux États-Unis. Elle continue la guitare électrique, avant de passer à la basse à l'âge de 17 ans. Après quelques mois de travail, elle reçoit une offre de contrat de la firme Sadowsky Guitars. Elle acquiert alors son propre matériel, et projette de former un groupe. À l'âge de 18 ans, elle part pour New York, et commence à jouer dans les clubs de Jazz de la ville.
Ayant appris que Chick Corea cherchait un bassiste pour une tournée, Tal lui envoie des démos de Transformation, son album solo. Elle est ravie d'être choisie pour l'accompagner dans sa tournée australienne au début de 2007, avec Frank Gambale et Antonio Sanchez. Quelques mois plus tard, elle rejoint Vinnie Colaiuta, et Jason Rebello pour la tournée d'été européenne de Jeff Beck. Le groupe achève sa tournée au Crossroads Guitar Festival d'Eric Clapton à Chicago, Illinois, devant environ 40 000 personnes. En novembre 2007, Wilkenfeld rejoint le groupe de Beck pour une semaine de concerts au club de jazz Ronnie Scott's à Londres, où le groupe est rejoint sur scène par Eric Clapton, Joss Stone et Imogen Heap. Plusieurs personnalités sont repérées dans le public, selon la BBC, dont Robert Plant. Ce concert est enregistré et filmé et est publié sur CD et DVD. Profitant d'être en Angleterre, Wilkenfeld rejoint Herbie Hancock sur une session avec son compatriote et icône du jazz Wayne Shorter. Cette session a été filmée pour la série A & E Live from Abbey Road. La chanteuse Corinne Bailey Rae et le batteur Vinnie Colaiuta participent aussi à cette session.
En 2008, Wilkenfeld accompagne les concerts de Wayne Krantz à Los Angeles, puis à l'automne entreprend une tournée en Australie, avec Wayne et Keith Carlock (une réunion du groupe qui jouait sur Transformation). À la fin de la tournée, Keith et Wayne, ainsi que John Beasley, accompagnent Tal au Live Bass Player organisé par le Magazine Bass Player! en 2008, à Los Angeles. En juillet 2008, Wilkenfeld accompagne Jeff Beck à l'hommage des Grammy Awards à George Martin concert à Los Angeles. Elle apparaît également avec Warren Haynes au 20e Jam annuel de Noël, une reformation du Allman Brothers Band, avec Gov't Mule, Ivan Neville, et Robben Ford.
Elle enregistre au printemps 2010 avec  Prince dans son studio de Paisley Park la base des morceaux qui figureront sur l'album posthume Welcome 2 America, publié onze ans plus tard.

## Équipement
Tal joue sur des basses Sadowsky à 4 et 5 cordes, firme avec laquelle elle a signé un contrat. Elle joue également sur Fender Précision Bass. Elle utilise des amplificateurs EBS, mais également Ampeg.

## Discographie

### En solo
- Albums
  - 2007 : Transformation
  - 2008 : Performing This Week... Live At Ronnie Scott's (CD et DVD)
  - 2019 : Love Remains[2]

- Singles
  - 2016 : Corner Painter
  - 2018 : Under the Sun[3]
  - 2019 : Killing Me

### Avec Jeff Beck

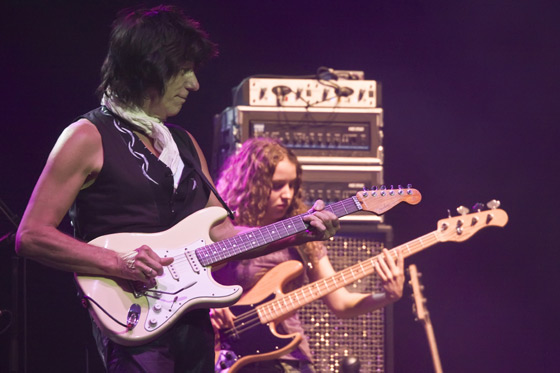
Wilkenfeld avec Beck lors de leur tournée ensemble à l'occasion de l'événement Crossroads Guitar Festival 2007, à Chicago.

- 2007 : avec Jeff Beck sur Cause We've Ended as Lovers et Big Block, lors du Crossroads Guitar Festival d'Eric Clapton.
- 2008 : Live at Ronnie Scott's
- 2010 : Emotion & Commotion
- 2010 : The 25th Anniversary Rock & Roll Hall of Fame Concerts, avec Jeff Beck, Sting, Buddy Guy et Billy Gibbons.
- 2010 : Rock and Roll Hall of Fame + Museum Live Legends, DVD, avec Jeff Beck et Jimmy Page.
- 2013 : avec Jeff Beck lors du Crossroads Guitar Festival d'Eric Clapton

### Avec Herbie Hancock
- 2010 : The Imagine Project, Herbie Hancock
- 2013 : Experience Montreux, Herbie Hancock

### Avec Macy Gray
- 2010 : dans le morceau That Man, de l'album The Sellout de Macy Gray

### Avec Lee Ritenour
- 2010 : 6 String Theory de Lee Ritenour
- 2012 : Rhythm Sessions de Lee Ritenour

### Avec Jackson Browne
- 2012 : sur le morceau Love Minus Zero/No Limit avec Jackson Browne, Benmont Tench, Jonathan Wilson, et Jim Keltner, dans Chimes of Freedom: The Songs of Bob Dylan Honoring 50 Years of Amnesty International de Jackson Browne
- 2014 : Standing in the Breach

### Avec Trevor Rabin
- 2012 : Jacaranda de Trevor Rabin

### Avec Wayne Krantz

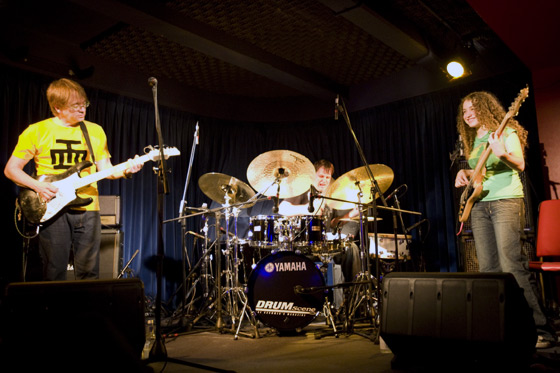
The Tal Wilkenfeld Trio en novembre 2008.
De gauche à droite : Krantz, Carlock, Wilkenfeld.

- 2012 : Howie 61 de Wayne Krantz

### Avec Steve Lukather
- 2013 : Transition de Steve Lukather

### Avec Ryan Adams
- 2014 : Ryan Adams de Ryan Adams

### Avec Toto
- 2015 : Toto XIV de Toto

### Avec Todd Rundgren
- 2015 : Global de Todd Rundgren

### Avec Keith Urban
- 2016 : sur le morceau Break on Me, dans Ripcord de Keith Urban

### Avec Prince
- 2021 : Welcome 2 America, Prince (enregistré en 2010)